# Municipio de Baker (condado de Randolph)
El municipio de Baker (en inglés: Baker Township) es un municipio ubicado en el condado de Randolph en el estado estadounidense de Arkansas. En el año 2010 tenía una población de 55 habitantes y una densidad poblacional de 1,31 personas por km².

## Geografía
El municipio de Baker se encuentra ubicado en las coordenadas 36°27′44″N 91°8′4″O / 36.46222, -91.13444. Según la Oficina del Censo de los Estados Unidos, el municipio tiene una superficie total de 41.89 km², de la cual 41,78 km² corresponden a tierra firme y (0,25 %) 0,11 km² es agua.

## Demografía
Según el censo de 2010, había 55 personas residiendo en el municipio de Baker. La densidad de población era de 1,31 hab./km². De los 55 habitantes, el municipio de Baker estaba compuesto por el 94,55 % blancos, el 3,64 % eran amerindios y el 1,82 % eran de una mezcla de razas. Del total de la población el 3,64 % eran hispanos o latinos de cualquier raza.